# Iván Romero de Ávila Araque
Iván Romero de Ávila Araque (nascut el 10 d'abril de 2001), conegut com a Iván Romero, és un futbolista castellanomanxec que juga com a davanter al Llevant UE.

## Carrera de club
Nascut a La Solana, Ciudad Real, Castella - la Manxa, Romero es va incorporar a l'equip juvenil del Sevilla FC el setembre de 2017, procedent de l'Albacete Balompié. Va fer el seu debut com a sènior amb el filial el 14 de desembre de 2019, començant en un empat 0-0 a Segona Divisió B fora de casa contra el Club Recreativo Granada.
Definitivament ascendit a l'equip B per a la temporada 2020-21, Romero va marcar els seus primers gols com a sènior el 21 de novembre de 2020, amb dos gols en una derrota per 2-1 fora de casa contra el Córdoba CF. El següent 8 d'abril, va renovar el seu contracte fins al 2024, i va acabar la temporada amb 12 gols.
Romero va debutar amb el primer equip –i a la Lliga– amb els andalusos el 15 d'agost de 2021, entrant com a substitut de Fernando en un partit que va guanyar per 3-0 a casa contra el Rayo Vallecano.
El 31 d'agost de 2022, Romero va ser cedit al CD Tenerife de Segona Divisió per a la temporada. Va marcar el seu primer gol com a professional el 24 de setembre, marcant el primer gol del seu equip en un empat a 2 fora de casa contra la SD Ponferradina.
El 12 d'agost de 2023, Romero va signar un contracte indefinit de tres anys amb el Llevant UE, també de segona divisió.

## Palmarès
Sevilla
- UEFA–CONMEBOL Club Challenge : 2023 [10]

Llevant
- Segona Divisió: 2024–25